# فرودگاه گرینویل داونتاون
فرودگاه گرینویل داونتاون (به انگلیسی: Greenville Downtown Airport) یک فرودگاه همگانی بهره‌برداری هوایی با کد یاتا GMU است که یک باند فرود آسفالت دارد و طول باند آن ۱۶۴۴ متر است. این فرودگاه در کشور ایالات متحده آمریکا قرار دارد و در ارتفاع ۳۱۹ متری از سطح دریا واقع شده‌است.